# میثم امینی
میثم امینی (زادهٔ ۲۰ شهریور ۱۳۶۲) کشتی‌گیر پیشین، اهل ایران است.

## فعالیت حرفه‌ای ورزشی
امینی در دوران حرفه‌ای خود در کشتی برندهٔ مدال طلای وزن ۶۹ کیلوگرم در مسابقات جوانان آسیا ۲۰۰۲ شد و در سال ۲۰۰۳ هم در مسابقات جوانان جهان در استانبول مدال نقره گرفت.وی همچنین در سال ۲۰۰۰ و در مسابقات قهرمانی کشتی نوجوانان آسیا در ایران مدال نقره گرفت.

## سایر عناوین و مدال‌ها
- مدال طلای مسابقات بین‌المللی جام ناطق نوری(۱۳۸۱) در نور مازندران در وزن ۶۹ کیلو
- مدال طلای مسابقات بین‌المللی جام ناطق نوری (۱۳۸۲) در نور مازندران در وزن ۷۴ کیلو
- مدال طلای مسابقات صلیب سرخ جهان (۲۰۰۲) در ریگا لتونی در وزن ۶۹ کیلو
- مدال برنز مسابقات بین‌المللی داغستان روسیه (۲۰۰۱) در وزن ۶۹ کیلو

## مصدومیت و کناره‌گیری
میثم امینی که جزو آینده کشتی ایران به حساب می‌آمد متأسفانه بعد از مسابقات جهانی ۲۰۰۳ به علت آسیب دیدگی از ناحیه کمر از دنیای کشتی کنار رفت.